# Хиюмаа
Хиюмаа (Хиума, Даго) (на естонски: Hiiumaa) е остров в източната част на Балтийско море, част от територията на Естония. Площ 989 km².

## Географска характеристика
Дължина от запад на изток 49 km, ширина до 44 km. Той е вторият по големина остров в Моонзунския архипелаг, като протокът Соела на юг го отделя от остров Сааремаа, а протока Харикурк на изток – от остров Вормси. Бреговата му линия е силно разчленена от множество малки заливи (най-голям Мардихансу, на западното крайбрежие) и полуострови между тях (най-големи Кипу на запад и Тахкуна на север). Изграден е основно от варовици и антропотенни морски наслаги. Релефът му е равнинен. Максимална височина връх Пюха Андрузе 63 m, в западната част, на полуостров Кипу. Има множество малки реки и потоци. Почвите са слабо развити, предимно чакълести и песъчливи. Голяма част от острова е покрита с гъсти борови гори. Население към 2007 г. 10 495 души, като най-голямо селище е град Кярдла, разположен на северното му крайбрежие.

## Историческа справка
През Средновековието островът е населен от естонци, като в началото на XIII век е завладян от Ливонския орден, обединил се малко по-късно с Тевтонския орден. В средата на XVI век Хиюмаа става датско владение, през 1645 година преминава под контрола на Швеция до 1721 година, когато е завладян от Руската империя. От 1917 година е част от независима Естония с прекъсване през съветската (1940 – 1941 и 1944 – 1991) и германската окупация (октомври 1941 – ноември 1944).